# Paulo Cunha
Paulo Cunha (ur. 22 sierpnia 1971 w Vila Nova de Famalicão) – portugalski polityk, prawnik i samorządowiec, w latach 2013–2021 burmistrz Vila Nova de Famalicão, wiceprzewodniczący Partii Socjaldemokratycznej, poseł do Parlamentu Europejskiego X kadencji.

## Życiorys
Absolwent prawa na Universidade Lusíada do Porto. Uzyskał magisterium w tej dziedzinie na Uniwersytecie w Coimbrze. Podjął studia doktoranckie z nauk administracyjnych na Uniwersytecie Minho. Został nauczycielem akademickim na macierzystej uczelni w Porto, a później także w instytucie IPCA w mieście Barcelos. Zajął się również praktyką prawniczą w zawodzie adwokata.
Zaangażował się w działalność polityczną w ramach Partii Socjaldemokratycznej. W latach 2001–2005 zasiadał w radzie miejskiej w Vila Nova de Famalicão, w latach 2009–2013 wchodził w skład miejskiej egzekutywy. W 2013 objął urząd burmistrza (presidente da câmara municipal) tej miejscowości, który sprawował przez dwie kadencje do 2021. W następnym roku został wiceprzewodniczącym swojego ugrupowania. W 2024 został wybrany w skład Europarlamentu X kadencji.